# Autocesta A1 (Bosna i Hercegovina)
Autocesta A1 (ili Autoput A1) je autocesta u Bosni i Hercegovini, koji je dio paneuropskog koridora 5c. Autocesta se gradi proširivanjem magistralne ceste M5, sve do magistralne ceste M17, gdje autocesta kreće u drugom smjeru.  Prve naplatne kućice kod Jošanice, na početku autoceste, puštene su u rad 1. lipnja 2008. godine.
Autocesta prolazi (ili će prolaziti) kroz sljedeća mjesta (pravac sjever-jug):
- Odžak
- Modriča
- Doboj
- Maglaj
- Žepče
- Zenica
- Kakanj
- Visoko
- Sarajevo
- Konjic
- Mostar
- Čapljina

## Trenutni radovi na izgradnji
Trenutno se vrše radovi na izgradnji dionice Bilješevo - Drivuša proširivanjem magistralne ceste M5. Dionica je duga 6 km, od čega skoro 3 su u tunelu Vijenac, drugi najduži tunel u koridoru 5c. Trenutno je izgrađena dionica Kakanj – Bilješevo, ukupno 10 km.

## Vanjske poveznice
- Koridor Vc (JP Autoceste FBiH)